# Lignée (ruisseau)
Pour les articles homonymes, voir Lignée.
La Lignée est un ruisseau coulant dans le département de la Vendée, en région Pays de la Loire et un affluent de la rivière la Maine.

## Géographie
La Lignée est un cours d'eau naturel non navigable. C'est un affluent de la Maine et il prend sa source à proximité du lieu-dit « Le Drillais », à La Gaubretière, à 110 m d'altitude. Il parcourt 13,03 km et conflue avec la Maine au niveau de La Boissière-de-Montaigu. Sa pente moyenne est de 0,53 %.

### Communes et cantons traversés
Dans le seul département de la Vendée la Lignée traverse les communes suivantes, dans le sens amont vers aval, de La Gaubretière (source), Les Landes-Genusson et de La Boissière-de-Montaigu (confluence).
La Lignée traverse le canton de Mortagne-sur-Sèvre et le canton de Montaigu.

### Bassin versant
La Lignée est un affluent de la Maine dont le bassin versant a une superficie totale de 677 km2.
La Lignée a six tronçons affluents référencés dont un est nommé et de plus de cinq kilomètres de long :
- le ruisseau de l'étang des boucheries. C'est un cours d'eau naturel non navigable de 5,2 km. Il prend sa source dans la commune des Landes-Genusson et se jette dans la Lignée au niveau de La Boissière-de-Montaigu.

### Organisme gestionnaire
L'organisme gestionnaire est l'Établissement public territorial de bassin (EPTB) de la Sèvre Nantaise. À la fin de l'année 2017 et au début de l'année 2018, l'EPTB a fait l'objet de modifications de ses statuts afin de mettre en œuvre la réforme de la GEMAPI (compétence de Gestion des Milieux Aquatiques et Prévention des Inondations). Cette réforme a entraîné le transfert de l'ensemble des compétences des syndicats de rivière à l'EPTB, ce qui a provoqué leur dissolution, l'adhésion de leurs membres à l'EPTB et le transfert de l'ensemble des biens, droits et obligations des syndicats dissous à l'EPTB.
Il est composé de la communauté de communes du Pays-des-Herbiers, de la communauté de communes du Pays-de-Saint-Fulgent-les-Essarts et de Terres-de-Montaigu, communauté de communes Montaigu-Rocheservière, de l'agglomération du Choletais, de la communauté d'agglomération du Bressuirais, de la communauté d'agglomération Mauges Communauté, de la communauté de communes de Parthenay-Gâtine, de Clisson Sèvre et Maine Agglomération, de la communauté de communes du pays de Mortagne-sur-Sèvre, de la communauté de communes de Pouzauges, de Nantes Métropole, de la communauté de communes Sèvre et Loire, de la communauté de communes Val-de-Gâtine et du Syndicat pour l’alimentation en eau de la région Ouest de Cholet.

## Hydrologie
Son régime hydrologique est pluvial océanique.